# Rai Premium
Rai Premium ist ein italienischer Fernsehkanal des öffentlich-rechtlichen Rundfunksender RAI (Radiotelevisione Italiana).

## Geschichte
Rai Premium ging am 31. Juli 2003 mit dem Namen RaiSat Premium auf Sendung. Zunächst war der Kanal nur auf der Pay-TV-Plattform Sky auf Satellit zu sehen. Auch war Rai Premium über Kabelfernsehen zu sehen, über IPTV bei den Anbietern Fastweb, Alice home TV und Infostrada TV. Als am 31. Juli 2009 der Vertrag von RaiSat und Sky endete, wurde der Platz an Lady Channel vergeben. Am selben Tag wurde Rai Premium ein freier Sender (Free TV) und ist in allen Regionen Italiens zu empfangen, die bereits auf digitale terrestre (DVB-T) umgestellt sind. Am 18. Mai 2010 wurde bei Rai Premium – wie bei fast allen Programmen der Rai – der Name und das Logo angepasst.

## Programm
Rai Premium zeigt Telefilme und Fictions, die von Rai Fiction produziert werden.  Zum Jubiläum des 150-jährigen Bestehens Italiens zeigte der Kanal Wiederholungen von Fictions, die sich dem 150-jährigen Bestehen widmen. Rai Premium überträgt außerdem jedes Jahr das Roma Fiction Fest.